# Nikolaj Ivanovič Ašmarin
Nikolaj Ivanovič Ašmarin, in russo Николай Иванович Ашмарин? (Jadrin, 22 settembre 1870 – Kazan', 26 agosto 1933), è stato uno scrittore, linguista e filologo russo,  di lingua ciuvascia.

## Biografia
Turcologo e membro dell'Accademia delle Scienze dell'URSS (dal 1929), fu ideatore del primo dizionario della lingua ciuvascia, e di altre opere in lingua ciuvascia. Nel 1950 fu pubblicato il 17° volume del dizionario enciclopedico della lingua ciuvascia.
Ebbe grande importanza nell'individuazione e nell'interpretazione delle epigrafi sui Monumenti epigrafici bulgari.

## Opere scientifico-linguistiche
- Materiali per lo studio della lingua Ciuvascia. (1897-1898);
- Esperienza di ricerca della sintassi Ciuvascia. Parte I. (1903);
- Esperienza di ricerca della sintassi Ciuvascia. Parte II. (1923);
- Sulle categorie morfologiche di imitazioni in lingua Ciuvascia. (1928);
- Dizionario della lingua ciuvascia. In 17 voll. (1928-1958);
- Autobiografia, su cap.ru. URL consultato il 23 febbraio 2012 (archiviato dall'url originale il 12 maggio 2012).

## Pubblicazioni sul folklore ciuvascio
- Schizzi di poesia popolare in ciuvascio. (1892);
- Raccolta delle canzoni popolari ciuvascie eseguite nelle province di Kazan', Simbirsk e Ufa. (1900);
- Raccolta dei proverbi Ciuvasci. (1925).